# Grenadiermarsch

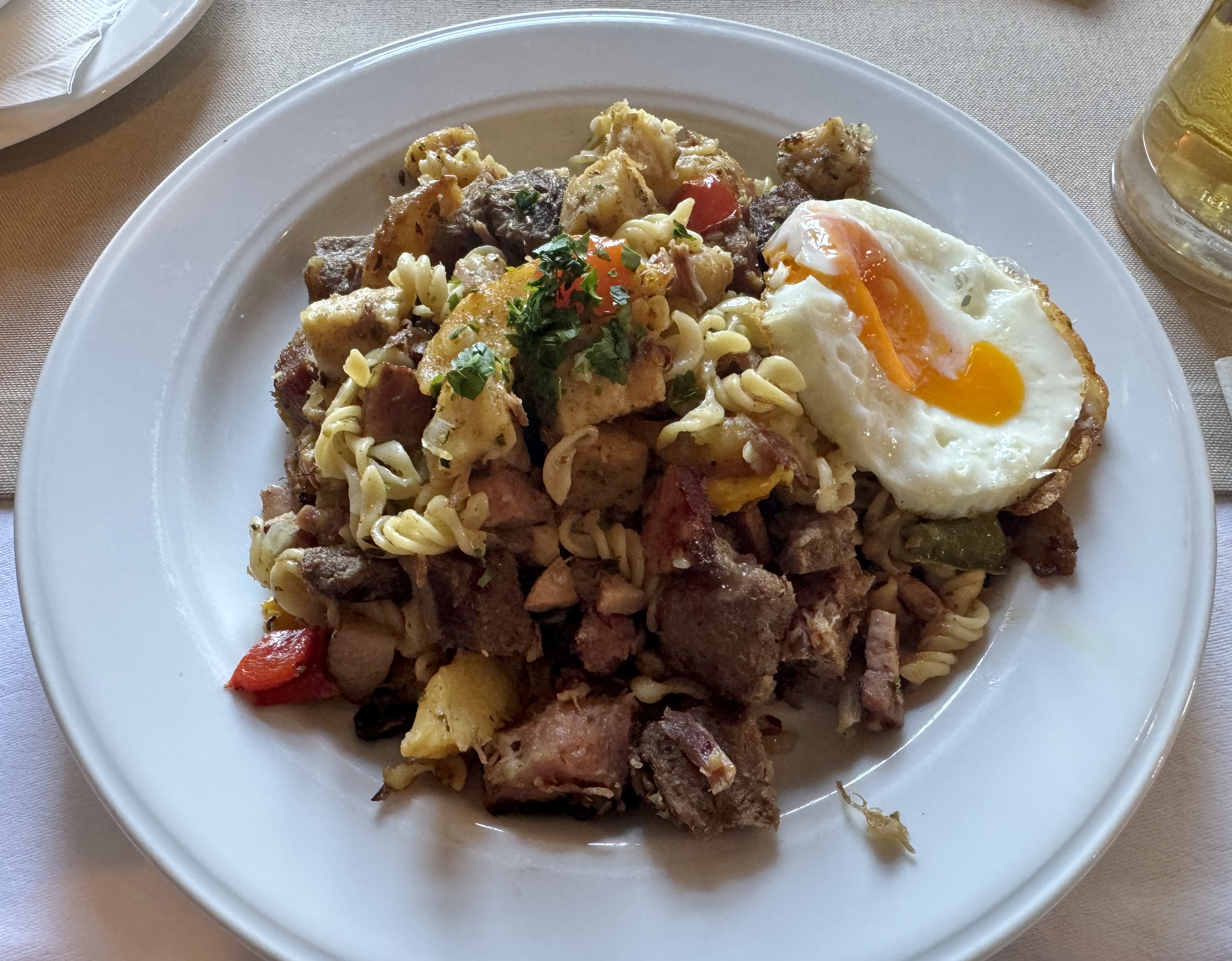
Grenadiermarsch serviert in einem traditionellen Gasthaus in Wien

 Der Grenadiermarsch (ungarisch Gránátos kocka, tschechisch grenadýrmarš, slowakisch granatiersky pochod oder granadír) ist ein Gericht der österreichischen und ungarischen Küche aus Kartoffeln, Fleckerln bzw. Nudeln, Zwiebeln und meist auch Speck bzw. Wurststücken. Oft werden auch Reste von gebratenem Fleisch und Knödeln bei der Zubereitung verwendet.
Der Grenadiermarsch wird in Österreich auf unterschiedliche Weise zubereitet. Er ist allgemein eine Hauptspeise, wobei je nach Wahl Speck, Wurst- oder Fleischstücke direkt mitvermengt werden.
Für die ungarische und burgenländische Zubereitung werden gehackte Zwiebeln mit Kartoffeln angeröstet. Das Ganze wird mit Paprikapulver angestaubt (papriziert) und gegart. Die zuvor in Salzwasser gekochten Nudeln werden daruntergemischt. Typische Beilagen sind gebratene Würstchen, Speck und Spiegeleier. Das Gericht wird entweder alleine oder als Beilage zu Hauptgerichten serviert.
In Süddeutschland wird ein ähnliches Gericht als Gaisburger Marsch bezeichnet.